# دننهایم
دننهایم (به فرانسوی: Donnenheim) یک کمون در فرانسه با جمعیت ۲۶۱ نفر است که در Canton of Brumath واقع شده‌است.